# Wojska Zmechanizowane Federacji Rosyjskiej
Wojska Zmechanizowane Federacji Rosyjskiej, ros.: Мотострелковые войска – rodzaj wojsk w składzie Wojsk Lądowych Sił Zbrojnych Federacji Rosyjskiej.

## Podstawowe uzbrojenie
- BMP-3;
- BTR-80;
- STSM "Tigr";
- BPM "Dozor";
- BMP-2;
- BTR-82a[2].